# Neoserica indistincta
Neoserica indistincta är en skalbaggsart som beskrevs av Brenske 1898. Neoserica indistincta ingår i släktet Neoserica och familjen Melolonthidae. Inga underarter finns listade i Catalogue of Life.